# Apamea (chi bướm đêm)
Apamea là một chi bướm đêm thuộc họ Noctuidae. Chúng được Ferdinand Ochsenheimer mô tả đầu tiên vào năm 1816.

## Các loài chọn lọc
- Apamea acera (Smith, 1900)
- Apamea albina (Grote, 1874)
- Apamea alia (Guenée, 1852)
- Apamea alpigena (Boisduval, [1837])
- Apamea alticola (Smith, 1891)
- Apamea altijuga (Kozhantshikov, 1925)
- Apamea amputatrix (Fitch, 1857)
- Apamea anceps (Denis & Schiffermüller, 1775)
- Apamea antennata (Smith, 1891)
- Apamea apamiformis (Guenée, 1852)
- Apamea aquila Donzel, 1837
- Apamea arabs (Oberthür, 1881)
- Apamea assimilis (Doubleday, 1847)
- Apamea atriclava (Barnes & McDunnough, 1913)
- Apamea atrosuffusa (Barnes & McDunnough, 1913) (đồng nghĩa: Apamea grotei (Barnes & McDunnough, 1914))
- Apamea auranticolor (Grote, 1873)
- Apamea baischi Hacker, 1989
- Apamea barbara (Berio, 1940)
- Apamea basimacula Boisduval, 1833
- Apamea bernardino Mikkola & Mustelin 2000
- Apamea boopis (Hampson, 1908)
- Apamea brunnea (Leech, 1900)
- Apamea brunnescens Kononenko, 1985
- Apamea burgessi (Morrison, 1874)
- Apamea caesia Hreblay & Ronkay, 1998
- Apamea cariosa (Guenée, 1852)
- Apamea centralis (Smith, 1891)
- Apamea chalybeata (Walker, 1865)
- Apamea chhiringi Hreblay, 1998
- Apamea chinensis (Leech, 1900)
- Apamea cinefacta (Grote, 1881)
- Apamea cogitata (Smith, 1891)
- Apamea commixta (Butler, 1881)
- Apamea commoda (Walker, 1857)
  - Apamea commoda commoda (Walker, 1857)
  - Apamea commoda striolata Mikkola, 2009
  - Apamea commoda parcata (Smith, 1903)
- Apamea concinna (Leech, 1900)
- Apamea contradicta (Smith, 1895)
- Apamea crenata Hufnagel, 1766
- Apamea cristata (Grote, 1878)
- Apamea cuculliformis (Grote, 1875)
- Apamea cyanea (Hampson, 1908)
- Apamea desegaulxi Viette, 1928
- Apamea devastator Brace, 1819
- Apamea digitula Mikkola và Mustelin, 2006
- Apamea dubitans (Walker, 1856)
- Apamea epomidion (Haworth, 1809)
- Apamea erythrographa Hreblay, Peregovits & Ronkay, 1999
- Apamea euxinia Hacker, 1985
- Apamea exstincta (Staudinger, 1892)
- Apamea fasciata (Leech, 1900)
- Apamea fergusoni Mikkola & Lafontaine, 2009
- Apamea ferrago (Eversmann, 1837)
- Apamea fervida (Hampson, 1908)
- Apamea formosensis (Hampson, 1910)
- Apamea furva (Denis & Schiffermüller, 1775)
- Apamea ganeshi Hreblay, 1998
- Apamea gangtoki Hreblay & Ronkay, 1998
- Apamea geminimacula (Dyar, 1904)
- Apamea genialis (Grote, 1874)
- Apamea glenura (Swinhoe, 1895)
- Apamea glenurina Hreblay & Ronkay, 1999
- Apamea goateri Hacker, 2001
- Apamea goperma Hreblay & Ronkay, 1999
- Apamea gratissima Hreblay & Ronkay, 1999
- Apamea griveaudi Viette, 1967
- Apamea groenlandica (Duponchel, [1838])
- Apamea hampsoni Sugi, 1963
- Apamea heinickei Hreblay, 1998
- Apamea helva (Grote, 1875)
- Apamea illyria Freyer, 1846
- Apamea impedita (Christoph, 1887)
- Apamea impulsa (Guenée, 1852)
- Apamea indocilis (Walker, 1856)
- Apamea inebriata Ferguson, 1977
- Apamea inficita (Walker, 1857)
- Apamea inordinata (Morrison, 1875)
- Apamea kaszabi Varga, 1982
- Apamea kumari Hreblay & Ronkay, 1999
- Apamea lateritia (Hufnagel, 1766)
- Apamea leucodon (Eversmann, 1837)
- Apamea lieni Hreblay, 1998
- Apamea lignea (Butler, 1889)
- Apamea lignicolora (Guenée, 1852)
- Apamea lintneri Grote, 1873
- Apamea lithoxylaea Denis & Schiffermüller, 1775
- Apamea longula (Grote, 1879)
- Apamea lutosa (Andrews, 1877)
- Apamea lysis (Fawcett, 1917)
- Apamea macronephra Berio, 1960
- Apamea magnirena (Boursin, 1943)
- Apamea maraschi (Draudt, 1934)
- Apamea maroccana (Zerny, 1934)
- Apamea maxima (Dyar, 1904)
- Apamea michielii Varga, 1976
- Apamea mikkolai Hreblay & Ronkay, 1998
- Apamea minnecii (Berio, 1939)
- Apamea minoica (Fibigier, Schmidt & Zilli, 2005)
- Apamea monoglypha Hufnagel, 1766
- Apamea nekrasovi Mikkola, Gyulai & Varga, 1997
- Apamea nigrior (Smith, 1891)
- Apamea nigrostria Hreblay, Peregovits & Ronkay, 1999
- Apamea niveivenosa (Grote, 1879)
- Apamea nubila Moore, 1881
- Apamea obliviosa (Walker, 1858)
- Apamea oblonga (Haworth, 1809)
- Apamea occidens (Grote, 1878)
- Apamea ontakensis Sugi, 1982
- Apamea ophiogramma Esper, 1793
- Apamea pallifera (Grote, 1877)
- Apamea permixta Kononenko, 2006
- Apamea perpensa (Grote, 1881)
- Apamea perstriata (Hampson, 1908)
- Apamea platinea (Treitschke, 1825)
- Apamea platocosta Gyulai & Ronkay, 2001
- Apamea plutonia (Grote, 1883)
- Apamea polyglypha (Staudinger, 1892)
- Apamea pseudoaltijuga Grosser, 1985
- Apamea purpurina (Hampson, 1908)
- Apamea quinteri Mikkola & Lafontaine, 2009
- Apamea rectificata Hreblay & Plante, 1995
- Apamea relicina (Morrison, 1875)
  - Apamea relicina relicina (Morrison, 1875)
  - Apamea relicina migrata (Smith, [1904])
- Apamea remissa Hübner, 1809
- Apamea reseri Hreblay & Ronkay, 1998
- Apamea robertsoni  Mikkola và Mustelin, 2006
- Apamea roedereri Viette, 1976
- Apamea rubrirena (Treitschke, 1825)
- Apamea rufa (Draudt, 1950)
- Apamea rufomedialis (Marumo, 1920)
- Apamea rufus (Chang, 1991)
- Apamea sanyibaglya Hreblay & Ronkay, 1998
- Apamea schawerdae (Draeseke, 1928)
- Apamea scolopacina (Esper, 1788)
- Apamea scoparia Mikkola, Mustelin & Lafontaine, 2000
- Apamea shibuyoides Poole, 1989
- Apamea sicula (Turati, 1909)
- Apamea sinuata (Moore, 1882)
- Apamea siskiyou Mikkola & Lafontaine, 2009
- Apamea smythi Franclemont, 1952
- Apamea sodalis (Butler, 1878)
- Apamea sora (Smith, 1903)
- Apamea sordens Hufnagel, 1766
- Apamea spaldingi (Smith, 1909)
- Apamea stagmatipennis (Dyar, 1920)
- Apamea striata Haruta & Sugi, 1958
- Apamea sublustris (Esper, [1788])
- Apamea submarginata (Leech, 1900)
- Apamea submediana (Draudt, 1950)
- Apamea superba (Turati, 1926)
- Apamea syriaca (Osthelder, 1932)
- Apamea tahoensis Mikkola & Lafontaine, 2009
- Apamea taiwana (Wileman, 1914)
- Apamea terranea (Butler, 1889)
- Apamea unanimis (Hübner, [1813])
- Apamea unita (Smith, 1904)
- Apamea verbascoides (Guenée, 1852)
- Apamea veterina (Lederer, 1853)
- Apamea vicaria (Püngeler, 1902)
- Apamea vulgaris (Grote & Robinson, 1866)
- Apamea vultuosa (Grote, 1875)
- Apamea walshi Lafontaine, 2009
- Apamea wasedana Sugi, 1982
- Apamea wikeri Quinter & Lafontaine, 2009
- Apamea xylodes Mikkola & Lafontaine, 2009
- Apamea zeta (Treitschke, 1825)

## Loài trước đây
- Apamea mixta syn. Melanapamea mixta (Grote, 1881)